# Десант в Смедерево
Десант в Смедерево — тактический десант советской Дунайской военной флотилии, проведённый 16 октября 1944 года в ходе Белградской наступательной операции Великой Отечественной войны.

## План операции
Развивая наступление на Белград, советские войска 57-й армии (командующий генерал-лейтенант Н. А. Гаген) 3-го Украинского фронта (командующий Маршал Советского Союза Ф. И. Толбухин) продвигались вдоль берега Дуная. Корабли Дунайской флотилии (командующий вице-адмирал С. Г. Горшков) оказывали им постоянную поддержку с реки. После прорыва затопленных фарватеров на Дунае у Железных Ворот бронекатера и катера-тральщики сосредоточились на подступах к югославскому городу и речному порту Смедерево.
Порт Смедерево в 54 километрах ниже Белграда по течению Дуная, был превращён в мощный узел вражеской обороны, прикрывавший Белград с юго-востока. Немецкая группировка здесь из состава оперативной группы «Сербия» (командующий генерал пехоты Ганс Фельбер), входившей в группу армий «Ф» (командующий генерал-фельдмаршал Максимилиан фон Вейхс), насчитывала до 20 тысяч человек с артиллерией, врытыми в землю танками, на станции находился бронепоезд.
Командующий армией поставил задачу не только освободить город, но и не допустить отхода вражеской группировки для усиления гарнизона Белграда. С этой целью одновременно с подходом войск армии к городу Дунайской флотилии было приказано высадить десант за приречным флангом обороны противника и перерезать дорогу Смедерево — Гроцка — Белград.

## Ход операции
В отряд высадки десанта были выделены 3 бронекатера, а ещё 8 бронекатеров выполняли задачи по артиллерийской поддержке и обеспечению высадки. В десант была выделена рота 109-го стрелкового полка (100 человек, 2 миномёта, 5 противотанковых ружей, 4 пулемёта). 
Высадка десанта производилась в ночь на 16 октября. Отряд высадки несмотря на огонь вражеской артиллерии и миномётов, прорвался по Дунаю через занятый противником город и высадил десант примерно в километре севернее Смедерево. В месте высадки противника не оказалось, но при приближении десантников в городу они были встречены сильным огнём. Бронекатера после высадки остались в месте боя для непрерывной артподдержки десанта. Высаженный отряд сумел закрепиться на берегу и перехватить шоссейную дорогу, отрезав противнику путь отхода. В ходе боя для поддержки десантников 4 бронекатера ворвались в порт и огнём с близкой дистанции нанесли немцам большой урон и обеспечили продвижение десантников. В течение дня было отбито несколько атак пытавшихся прорваться из города немецких войск. Одновременно войска 57-й армии вели штурм Смедерево. К исходу дня 16 октября гарнизон города капитулировал.
В ходе операции флотилия потеряла один корабль — бронекатер БК-424 был потоплен артиллерийским огнём, из экипажа погиб 1 матрос.